# Памятные банкноты

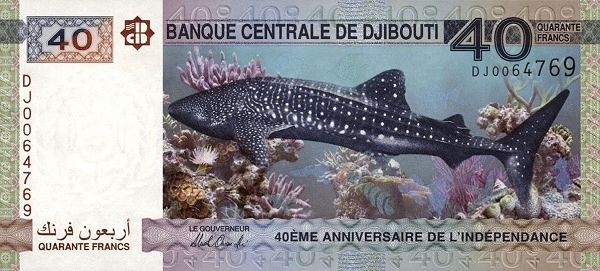
Памятная банкнота в 40 франков Джибути, выпущенная в 2017 году к 40-летию независимости страны.

Па́мятные банкно́ты — банкноты, выпускаемые в обращение в память о каком-либо событии настоящего или прошлого. Имеют, как правило, ограниченный тираж, но являются при этом законным средством платежа. В качестве памятных могут выпускаться либо банкноты стандартных серий с надпечатками и особыми серийными номерами (или без таковых), либо банкноты с оригинальным дизайном, как, например 100 рублей 2014 года, посвящённые Олимпиаде в Сочи. Иногда выпускаются целые серии памятных банкнот разных номиналов.

## Список памятных банкнот

### Европа
| Валюта                                        | Номинал                    | Выпуск    | Название                                                                        | Изображение | Примечание  |
| --------------------------------------------- | -------------------------- | --------- | ------------------------------------------------------------------------------- | --- | ----------- |
| Белорусский рубль                             | 20 рублей                  | 2001      | 10-летие Национального банка                                                    | Архивная копия от 23 мая 2018 на Wayback Machine |             |
| Белорусский рубль                             | 1 — 10 000 рублей          | 2001      | Миллениум                                                                       | Архивная копия от 23 мая 2018 на Wayback Machine |             |
| Белорусский рубль                             | 50 000 рублей              | 2003      | Замковый комплекс «Мир»                                                         | Архивная копия от 23 мая 2018 на Wayback Machine |             |
| Белорусский рубль                             | 20 000 рублей              | 2011      | 20-летие Национального банка                                                    | Архивная копия от 23 мая 2018 на Wayback Machine |             |
| Белорусский рубль                             | 5 — 500 рублей             | 2016      | Моя страна — Беларусь                                                           | Архивная копия от 23 мая 2018 на Wayback Machine |             |
| Болгарский лев                                | 20 левов                   | 2005      | 120 лет национальной валюте                                                     | Архивная копия от 23 мая 2018 на Wayback Machine |             |
| Марка ГДР                                     | 20 марок                   | 1989      | Открытие Бранденбургских ворот                                                  | Архивная копия от 10 мая 2018 на Wayback Machine | не была ЗСП |
| Венгерский форинт                             | 1000 и 2000 форинтов       | 2000      | Миллениум                                                                       | Архивная копия от 4 июня 2018 на Wayback Machine, Архивная копия от 4 июня 2018 на Wayback Machine |             |
| Венгерский форинт                             | 500 форинтов               | 2006      | 50 лет Венгерскому восстанию                                                    | Архивная копия от 5 июня 2018 на Wayback Machine |             |
| Гибралтарский фунт                            | 5 фунтов                   | 2000      | Миллениум                                                                       | Архивная копия от 4 сентября 2018 на Wayback Machine |             |
| Гибралтарский фунт                            | 20 фунтов                  | 2004      | 300 лет британского правления в Гибралтаре                                      | Архивная копия от 27 мая 2018 на Wayback Machine |             |
| Гернсийский фунт                              | 5 фунтов                   | 2000      | Миллениум                                                                       | Архивная копия от 10 мая 2018 на Wayback Machine |             |
| Гернсийский фунт                              | 20 фунтов                  | 2012      | 60 лет правления Елизаветы II                                                   | Архивная копия от 10 мая 2018 на Wayback Machine |             |
| Гернсийский фунт                              | 1 фунт                     | 2013      | 200 лет первому предприятию Томаса Де-ла-Рю                                     | Архивная копия от 4 июня 2018 на Wayback Machine |             |
| Джерсийский фунт                              | 1 фунт                     | 1995      | 50 лет освобождения от немецкой оккупации                                       | Архивная копия от 10 мая 2018 на Wayback Machine |             |
| Джерсийский фунт                              | 1 фунт                     | 2004      | 800 лет британского правления на Джерси                                         | Архивная копия от 10 мая 2018 на Wayback Machine |             |
| Джерсийский фунт                              | 100 фунтов                 | 2012      | 60 лет правления Елизаветы II                                                   | Архивная копия от 27 мая 2018 на Wayback Machine |             |
| Испанская песета                              | 1000 песет                 | 1971      | 100 лет Банку Испании как единственному эмитенту в стране                       | Архивная копия от 12 июня 2018 на Wayback Machine |             |
| Литовский лит                                 | 5 литов                    | 1929      | 500 лет со дня рождения Витовта                                                 | Архивная копия от 10 мая 2018 на Wayback Machine |             |
| Литовский лит                                 | 20 литов                   | 1930      | 500 лет со дня рождения Витовта                                                 | Архивная копия от 26 июля 2018 на Wayback Machine |             |
| Македонский денар                             | 100 денаров                | 2000      | Миллениум                                                                       | Архивная копия от 22 апреля 2018 на Wayback Machine |             |
| Мальтийская лира                              | 2, 5 и 10 лир              | 2000      | Миллениум                                                                       | Архивная копия от 10 мая 2018 на Wayback Machine, Архивная копия от 15 марта 2018 на Wayback Machine, Архивная копия от 23 мая 2018 на Wayback Machine |             |
| Молдавский лей                                | 200 леев                   | 2013      | 20 лет национальной валюте                                                      | Архивная копия от 27 мая 2018 на Wayback Machine |             |
| Фунт Острова Мэн                              | 20 фунтов                  | 1979      | 1000 лет парламенту острова Мэн                                                 | Архивная копия от 10 мая 2018 на Wayback Machine |             |
| Польский злотый                               | 50 злотых                  | 2006      | Иоанн Павел II                                                                  | Архивная копия от 23 мая 2018 на Wayback Machine |             |
| Польский злотый                               | 10 злотых                  | 2008      | 90 лет провозглашения независимости                                             | Архивная копия от 27 мая 2018 на Wayback Machine |             |
| Польский злотый                               | 20 злотых                  | 2009      | 200 лет со дня рождения Юлиуша Словацкого                                       | Архивная копия от 23 мая 2018 на Wayback Machine |             |
| Польский злотый                               | 20 злотых                  | 2009      | 200 лет со дня рождения Фридерика Шопена                                        | Архивная копия от 23 мая 2018 на Wayback Machine |             |
| Польский злотый                               | 20 злотых                  | 2011      | 100 лет вручения Нобелевской премии по химии Марии Склодовской-Кюри             | Архивная копия от 23 мая 2018 на Wayback Machine |             |
| Польский злотый                               | 20 злотых                  | 2014      | 100 лет Польским легионам                                                       | Архивная копия от 23 мая 2018 на Wayback Machine |             |
| Польский злотый                               | 20 злотых                  | 2015      | 600 лет со дня рождения Яна Длугоша                                             | Архивная копия от 23 мая 2018 на Wayback Machine |             |
| Польский злотый                               | 20 злотых                  | 2015      | 1050 лет крещения Польши                                                        | Архивная копия от 23 мая 2018 на Wayback Machine |             |
| Польский злотый                               | 20 злотых                  | 2017      | 300 лет коронации образа Девы Марии Ченстоховской[уточнить]                     | Архивная копия от 23 мая 2018 на Wayback Machine |             |
| Российский рубль                              | 100 рублей                 | 2014      | Олимпиада в Сочи                                                                | Архивная копия от 23 мая 2018 на Wayback Machine |             |
| Российский рубль                              | 100 рублей                 | 2015      | Присоединение Крыма к Российской Федерации                                      | Архивная копия от 23 мая 2018 на Wayback Machine |             |
| Российский рубль                              | 100 рублей                 | 2018      | Чемпионат мира по футболу 2018                                                  | Архивная копия от 27 сентября 2018 на Wayback Machine |             |
| Румынский лей                                 | 2000 леев                  | 1999      | Солнечное затмение 11 августа 1999 года                                         | Архивная копия от 23 мая 2018 на Wayback Machine |             |
| Словацкая крона                               | 20 — 5000 крон             | 2000      | Миллениум                                                                       | Архивная копия от 20 июля 2017 на Wayback Machine, Архивная копия от 12 мая 2018 на Wayback Machine, Архивная копия от 26 августа 2018 на Wayback Machine, Архивная копия от 1 октября 2018 на Wayback Machine, Архивная копия от 20 июля 2017 на Wayback Machine, Архивная копия от 20 июля 2017 на Wayback Machine, Архивная копия от 26 августа 2018 на Wayback Machine |             |
| Словенский толар                              | 100, 1000 и 10 000 толаров | 2000      | 10 лет Банку Словении                                                           | Архивная копия от 22 июня 2018 на Wayback Machine, Архивная копия от 22 июня 2018 на Wayback Machine, Архивная копия от 18 мая 2018 на Wayback Machine |             |
| Словенский толар                              | 100, 1000 и 10 000 толаров | 2004      | Вхождение Словении в ЕС                                                         | Архивная копия от 10 мая 2018 на Wayback Machine, Архивная копия от 16 мая 2018 на Wayback Machine, Архивная копия от 18 мая 2018 на Wayback Machine |             |
| Украинская гривна                             | 50 гривен                  | 2011      | 20-летие Национального банка                                                    | Архивная копия от 4 июня 2018 на Wayback Machine |             |
| Украинская гривна                             | 20 гривен                  | 2016      | 160 лет со дня рождения Ивана Франко                                            | Архивная копия от 28 мая 2018 на Wayback Machine |             |
| Украинская гривна                             | 100 карбованцев            | 2017      | 100 лет первым украинским банкнотам                                             | Архивная копия от 23 мая 2018 на Wayback Machine |             |
| Хорватская куна                               | 10 кун                     | 2004      | 10 лет Национальному банку                                                      | Архивная копия от 10 мая 2018 на Wayback Machine |             |
| Хорватская куна                               | 20 кун                     | 2014      | 20 лет Национальному банку                                                      | Архивная копия от 12 мая 2018 на Wayback Machine |             |
| Шведская крона                                | 5 крон                     | 1948      | 90 лет Густаву V                                                                | Архивная копия от 8 июня 2018 на Wayback Machine |             |
| Шведская крона                                | 10 крон                    | 1968      | 300 лет Банку Швеции                                                            | Архивная копия от 10 мая 2018 на Wayback Machine |             |
| Шведская крона                                | 100 крон                   | 2005      | 250 лет предприятию «Tumba Bruk»                                                | Архивная копия от 23 мая 2018 на Wayback Machine |             |
| Шотландский фунт (Королевский банк Шотландии) | 1 фунт                     | 1992      | Саммит ЕС в Эдинбурге                                                           | Архивная копия от 23 мая 2018 на Wayback Machine |             |
| Шотландский фунт (Королевский банк Шотландии) | 1 фунт                     | 1994      | 100 лет со смерти Роберта Льюиса Стивенсона                                     | Архивная копия от 17 июня 2018 на Wayback Machine |             |
| Шотландский фунт (Королевский банк Шотландии) | 1 фунт                     | 1997      | 150 лет со дня рождения Александра Грейама Белла                                | Архивная копия от 11 октября 2017 на Wayback Machine |             |
| Шотландский фунт (Королевский банк Шотландии) | 1 фунт                     | 1999      | Первое заседание парламента Шотландии                                           | Архивная копия от 1 октября 2018 на Wayback Machine |             |
| Шотландский фунт (Королевский банк Шотландии) | 20 фунтов                  | 2000      | 100 лет со дня рождения королевы-матери Елизаветы                               | Архивная копия от 15 июня 2018 на Wayback Machine |             |
| Шотландский фунт (Королевский банк Шотландии) | 5 фунтов                   | 2002      | 50 лет со дня рождения Елизаветы II                                             | Архивная копия от 19 июня 2018 на Wayback Machine |             |
| Шотландский фунт (Королевский банк Шотландии) | 5 фунтов                   | 2004      | 250 лет со дня основания Королевского и старозаветного гольф-клуба Сент-Андруса | Архивная копия от 11 октября 2017 на Wayback Machine |             |
| Шотландский фунт (Королевский банк Шотландии) | 5 фунтов                   | 2005      | 500 лет со дня основания Королевского хирургического колледжа Эдинбурга         | Архивная копия от 11 октября 2017 на Wayback Machine |             |
| Шотландский фунт (Королевский банк Шотландии) | 5 фунтов                   | 2005      | Достижения Джека Никлауса в гольфе                                              | Архивная копия от 19 июня 2018 на Wayback Machine |             |
| Шотландский фунт (Королевский банк Шотландии) | 50 фунтов                  | 2005      | Новое здание центрального банка                                                 | Архивная копия от 4 сентября 2018 на Wayback Machine |             |
| Шотландский фунт (Королевский банк Шотландии) | 10 фунтов                  | 2012      | 60 лет со дня рождения Елизаветы II                                             | Архивная копия от 23 мая 2018 на Wayback Machine |             |
| Шотландский фунт (Королевский банк Шотландии) | 5 фунтов                   | 2014      | Кубок Райдера — 2014 по гольфу                                                  | Архивная копия от 23 мая 2018 на Wayback Machine |             |
| Шотландский фунт (Клайдсдейл банк)            | 5 фунтов                   | 1996      | Поэзия Роберта Бёрнса                                                           | Архивная копия от 19 сентября 2018 на Wayback Machine |             |
| Шотландский фунт (Клайдсдейл банк)            | 10 фунтов                  | 1997      | Встреча глав Содружества в Эдинбурге                                            | Архивная копия от 20 сентября 2018 на Wayback Machine |             |
| Шотландский фунт (Клайдсдейл банк)            | 10 фунтов                  | 1999      | Глазго как город архитектуры и дизайна                                          | Архивная копия от 4 июня 2018 на Wayback Machine |             |
| Шотландский фунт (Клайдсдейл банк)            | 10 и 20 фунтов             | 1999      | Миллениум                                                                       | Архивная копия от 4 июня 2018 на Wayback Machine, Архивная копия от 5 июня 2018 на Wayback Machine |             |
| Шотландский фунт (Клайдсдейл банк)            | 50 и 100 фунтов            | 1999      | 550 лет Университету Глазго                                                     | Архивная копия от 3 октября 2018 на Wayback Machine, Архивная копия от 30 апреля 2018 на Wayback Machine |             |
| Шотландский фунт (Клайдсдейл банк)            | 50 фунтов                  | 2005      | [уточнить]                                                                      | Архивная копия от 3 октября 2018 на Wayback Machine |             |
| Шотландский фунт (Клайдсдейл банк)            | 10 фунтов                  | 2006      | Игры стран Содружества в Мельбурне                                              | Архивная копия от 20 сентября 2018 на Wayback Machine |             |
| Шотландский фунт (Клайдсдейл банк)            | 20 фунтов                  | 2006      | 700 лет восшествия на престол Роберта I                                         | Архивная копия от 3 октября 2018 на Wayback Machine |             |
| Шотландский фунт (Клайдсдейл банк)            | 5 фунтов                   | 2015-2016 | 125 лет со дня открытия Форт-Бриджа                                             | Архивная копия от 23 мая 2018 на Wayback Machine |             |
| Эстонская крона                               | 10 крон                    | 2008      | 90 лет Республике                                                               | Архивная копия от 23 мая 2018 на Wayback Machine |             |

### Азия
| Валюта                   | Номинал            | Выпуск | Название                                                            | Изображение | Примечание |
| ------------------------ | ------------------ | ------ | ------------------------------------------------------------------- | --- | ---------- |
| Абхазский апсар          | 500 апсар          | 2018   | 25 лет победы в Отечественной войне народа Абхазии                  | Архивная копия от 11 октября 2018 на Wayback Machine |            |
| Армянский драм           | 50 000 драмов      | 2001   | 1700-летие принятия христианства государственной религией в Армении | Архивная копия от 12 октября 2018 на Wayback Machine |            |
| Армянский драм           | 500 драмов         | 2017   | Ноев ковчег                                                         | |            |
| Бангладешская така       | 10 так             | 1996   | 25 лет провозглашения независимости                                 | Архивная копия от 20 апреля 2018 на Wayback Machine |            |
| Бангладешская така       | 40 так             | 2011   | 40 лет независимости                                                | Архивная копия от 13 февраля 2018 на Wayback Machine |            |
| Бангладешская така       | 60 так             | 2012   | 60 лет движению за государственный статус бенгальского языка        | Архивная копия от 14 февраля 2018 на Wayback Machine |            |
| Бангладешская така       | 25 так             | 2013   | 25 лет корпорации Security Printing                                 | Архивная копия от 14 февраля 2018 на Wayback Machine |            |
| Бангладешская така       | 100 так            | 2013   | 100 лет Национальному музею                                         | Архивная копия от 14 февраля 2018 на Wayback Machine |            |
| Бутанский нгултрум       | 500 нгултрумов     | 1994   | Национальный день[уточнить]                                         | Архивная копия от 26 марта 2018 на Wayback Machine |            |
| Бутанский нгултрум       | 100 нгултрумов     | 2011   | Королевская свадьба                                                 | Архивная копия от 6 октября 2018 на Wayback Machine |            |
| Бутанский нгултрум       | 1000 нгултрумов    | 2016   | Рождение наследника престола                                        | |            |
| Бутанский нгултрум       | 100 нгултрумов     | 2016   | 1 год наследнику престола                                           | |            |
| Брунейский доллар        | 25 долларов        | 1992   | 25 лет правления Хассанала Болкиаха                                 | Архивная копия от 26 марта 2018 на Wayback Machine |            |
| Брунейский доллар        | 20 долларов        | 2007   | 40 лет валютному союзу с Сингапуром                                 | Архивная копия от 14 февраля 2018 на Wayback Machine |            |
| Брунейский доллар        | 50 долларов        | 2017   | 50 лет валютному союзу с Сингапуром                                 | |            |
| Брунейский доллар        | 50 долларов        | 2017   | 50 лет правления Хассанала Болкиаха                                 | |            |
| Вьетнамский донг         | 50 донгов          | 2001   | 50 лет Государственному банку Вьетнама                              | Архивная копия от 29 января 2018 на Wayback Machine |            |
| Вьетнамский донг         | 100 донгов         | 2016   | 65 лет Государственному банку Вьетнама                              | Архивная копия от 29 января 2018 на Wayback Machine |            |
| Камбоджийский риель      | 100 000 риелей     | 2012   | 60 лет Нородому Сиамони                                             | Архивная копия от 13 февраля 2018 на Wayback Machine |            |
| Камбоджийский риель      | 1000 риелей        | 2012   | Похороны Нородома Сианука                                           | Архивная копия от 4 февраля 2018 на Wayback Machine |            |
| Камбоджийский риель      | 2000 риелей        | 2012   | 60 лет независимости                                                | Архивная копия от 4 февраля 2018 на Wayback Machine |            |
| Камбоджийский риель      | 10 000 риелей      | 2015   | 62 года Нородому Сиамони                                            | Архивная копия от 13 февраля 2018 на Wayback Machine |            |
| Киргизский сом           | 100 сомов          | 2014   | 150 лет со дня рождения Токтогула Сатылганова                       | Архивная копия от 13 февраля 2018 на Wayback Machine |            |
| Киргизский сом           | 200 сомов          | 2014   | 100 лет со дня рождения Алыкула Осмонова                            | Архивная копия от 13 февраля 2018 на Wayback Machine |            |
| Киргизский сом           | 2000 сомов         | 2017   | 25-летие независимости и введения национальной валюты               | Архивная копия от 9 февраля 2018 на Wayback Machine |            |
| Пакистанская рупия       | 5 рупий            | 1997   | 50 лет провозглашения независимости                                 | Архивная копия от 2 марта 2018 на Wayback Machine |            |
| Тайский бат              | 5 и 10 батов       | 1969   | Открытие Тайской банкнотной фабрики                                 | Архивная копия от 30 мая 2018 на Wayback Machine, Архивная копия от 10 мая 2018 на Wayback Machine |            |
| Тайский бат              | 60 батов           | 1987   | 60 лет Пхумипон Адульядету                                          | Архивная копия от 7 мая 2018 на Wayback Machine |            |
| Тайский бат              | 50 и 500 батов     | 1992   | 90 лет королеве-матери Синакхаринтхре                               | Архивная копия от 7 мая 2018 на Wayback Machine, Архивная копия от 5 июня 2018 на Wayback Machine |            |
| Тайский бат              | 1000 батов         | 1992   | 60 лет королеве Сирикит                                             | Архивная копия от 7 мая 2018 на Wayback Machine |            |
| Тайский бат              | 10 батов           | 1995   | 120 лет Министерству финансов                                       | Архивная копия от 12 мая 2018 на Wayback Machine |            |
| Тайский бат              | 50 и 500 батов     | 1996   | 50 лет царствования Пхумипон Адульядета                             | Архивная копия от 23 мая 2018 на Wayback Machine, Архивная копия от 27 мая 2018 на Wayback Machine, Архивная копия от 23 мая 2018 на Wayback Machine |            |
| Тайский бат              | 1000 батов         | 1999   | 72 года Пхумипон Адульядету                                         | Архивная копия от 7 мая 2018 на Wayback Machine |            |
| Тайский бат              | 50 и 500 000 батов | 2000   | Золотая свадьба Пхумипон Адульядета и Сирикит                       | Архивная копия от 10 мая 2018 на Wayback Machine, Архивная копия от 10 мая 2018 на Wayback Machine |            |
| Тайский бат              | 100 батов          | 2002   | 100 лет первым тайским банкнотам                                    | Архивная копия от 7 мая 2018 на Wayback Machine |            |
| Тайский бат              | 100 батов          | 2004   | 72 года королеве Сирикит                                            | Архивная копия от 23 мая 2018 на Wayback Machine |            |
| Тайский бат              | 50 батов           | 2004   | Открытие типографии Банка Таиланда                                  | Архивная копия от 23 мая 2018 на Wayback Machine |            |
| Тайский бат              | 60 батов           | 2006   | 60 лет царствования Пхумипон Адульядета                             | Архивная копия от 7 мая 2018 на Wayback Machine |            |
| Тайский бат              | 16 батов           | 2007   | 80 лет Пхумипон Адульядету                                          | Архивная копия от 27 мая 2018 на Wayback Machine |            |
| Тайский бат              | 100 батов          | 2010   | 60 лет свадьбы Пхумипон Адульядета и Сирикит                        | Архивная копия от 7 мая 2018 на Wayback Machine |            |
| Тайский бат              | 100 батов          | 2011   | 84 года Пхумипон Адульядету                                         | Архивная копия от 23 мая 2018 на Wayback Machine |            |
| Тайский бат              | 80 батов           | 2012   | 80 лет королеве Сирикит                                             | Архивная копия от 23 мая 2018 на Wayback Machine |            |
| Тайский бат              | 100 батов          | 2012   | 60 лет наследному принцу Маха Вачиралонгкорну                       | Архивная копия от 23 мая 2018 на Wayback Machine |            |
| Тайский бат              | 100 батов          | 2015   | 57 лет принцессе Маха Чакри Сириндхорн                              | Архивная копия от 23 мая 2018 на Wayback Machine |            |
| Тайский бат              | 70 батов           | 2016   | 70 лет царствования Пхумипон Адульядета                             | Архивная копия от 23 мая 2018 на Wayback Machine |            |
| Тайский бат              | 500 батов          | 2016   | 84 года королеве Сирикит                                            | Архивная копия от 23 мая 2018 на Wayback Machine |            |
| Тайский бат              | 20 — 1000 батов    | 2017   | Жизнь Пхумипон Адульядета                                           | Архивная копия от 23 мая 2018 на Wayback Machine, Архивная копия от 23 мая 2018 на Wayback Machine, Архивная копия от 23 мая 2018 на Wayback Machine, Архивная копия от 23 мая 2018 на Wayback Machine, Архивная копия от 23 мая 2018 на Wayback Machine                                                   |            |
| Новый тайваньский доллар | 50 долларов        | 1999   | 50 лет Тайваню                                                      | Архивная копия от 23 мая 2018 на Wayback Machine |            |
| Новый тайваньский доллар | 100 долларов       | 2011   | 100 лет Китайской республике                                        | Архивная копия от 23 мая 2018 на Wayback Machine |            |
| Туркменский манат        | 1 — 100 манатов    | 2017   | Азиатские игры в помещениях 2017                                    | Архивная копия от 23 мая 2018 на Wayback Machine, Архивная копия от 23 мая 2018 на Wayback Machine, Архивная копия от 23 мая 2018 на Wayback Machine, Архивная копия от 23 мая 2018 на Wayback Machine, Архивная копия от 23 мая 2018 на Wayback Machine, Архивная копия от 23 мая 2018 на Wayback Machine |            |
| Шри-ланкийская рупия     | 200 рупий          | 1998   | 50 лет провозглашения независимости                                 | Архивная копия от 1 февраля 2018 на Wayback Machine |            |
| Шри-ланкийская рупия     | 1000 рупий         | 2009   | Мир и процветание в Шри-Ланке                                       | Архивная копия от 13 февраля 2018 на Wayback Machine |            |
| Шри-ланкийская рупия     | 500 рупий          | 2013   | Встреча глав стран Содружества в Шри-Ланке                          | Архивная копия от 31 января 2018 на Wayback Machine |            |
| Шри-ланкийская рупия     | 1000 рупий         | 2018   | 70 лет независимости                                                | |            |

## Америка
| Валюта                     | Номинал              | Выпуск | Название                                              | Изображение | Примечание |
| -------------------------- | -------------------- | ------ | ----------------------------------------------------- | --- | ---------- |
| Аргентинское песо          | 1 песо               | 1952   | Декларация экономической независимости                | Архивная копия от 12 июня 2018 на Wayback Machine |            |
| Аргентинское песо          | 100 песо             | 2015   | Матери площади Мая                                    | Архивная копия от 4 июня 2018 на Wayback Machine |            |
| Багамский доллар           | 1 доллар             | 1992   | 500 лет открытия Америки                              | Архивная копия от 12 июня 2018 на Wayback Machine |            |
| Барбадосский доллар        | 100 долларов         | 1992   | 25 лет Центральному банку                             | Архивная копия от 18 мая 2018 на Wayback Machine |            |
| Барбадосский доллар        | 5 долларов           | 2002   | 30 лет Центральному банку                             | Архивная копия от 18 мая 2018 на Wayback Machine |            |
| Барбадосский доллар        | 20 долларов          | 2012   | 40 лет Центральному банку                             | Архивная копия от 18 мая 2018 на Wayback Machine |            |
| Барбадосский доллар        | 50 долларов          | 2016   | 50 лет независимости                                  | Архивная копия от 28 мая 2018 на Wayback Machine |            |
| Белизский доллар           | 20 долларов          | 2012   | 35 лет Центральному банку                             | Архивная копия от 18 мая 2018 на Wayback Machine |            |
| Бермудский доллар          | 50 долларов          | 1992   | 500 лет открытия Америки                              | Архивная копия от 18 мая 2018 на Wayback Machine |            |
| Бермудский доллар          | 100 долларов         | 1994   | 25 лет Управлению денежного обращения                 | Архивная копия от 23 мая 2018 на Wayback Machine |            |
| Бермудский доллар          | 20 долларов          | 1997   | [уточнить]                                            | Архивная копия от 28 мая 2018 на Wayback Machine |            |
| Бермудский доллар          | 50 долларов          | 2003   | 50 лет коронации Елизаветы II                         | Архивная копия от 27 мая 2018 на Wayback Machine |            |
| Бразильский крузейро       | 500 крузейро         | 1972   | 150 лет независимости                                 | Архивная копия от 23 мая 2018 на Wayback Machine, Архивная копия от 23 мая 2018 на Wayback Machine |            |
| Бразильский реал           | 10 реалов            | 2000   | 500 лет открытия Бразилии                             | Архивная копия от 4 июня 2018 на Wayback Machine |            |
| Канадский доллар           | 1 доллар             | 1967   | 100 лет Канадской конфедерации                        | Архивная копия от 13 июня 2018 на Wayback Machine |            |
| Канадский доллар           | 20 долларов          | 2015   | Елизавета II — самый долго правящий британский монарх | Архивная копия от 23 мая 2018 на Wayback Machine |            |
| Канадский доллар           | 100 долларов         | 2017   | 150 лет Канаде                                        | Архивная копия от 27 мая 2018 на Wayback Machine |            |
| Доллар Каймановых Островов | 1 доллар             | 2003   | 500 лет открытия Каймановых островов                  | Архивная копия от 23 мая 2018 на Wayback Machine |            |
| Колумбийское песо          | 1 песо               | 1938   | 400 лет основания Боготы                              | Архивная копия от 24 июля 2018 на Wayback Machine |            |
| Колумбийское песо          | 5000 песо            | 1986   | 100 лет Конституции                                   | Архивная копия от 23 мая 2018 на Wayback Machine |            |
| Колумбийское песо          | 10 000 песо          | 1992   | 500 лет открытия Америки                              | Архивная копия от 21 марта 2018 на Wayback Machine |            |
| Колумбийское песо          | 10 000 песо          | 1995   | 200 лет со дня рождения Поликарпы Салавариеты         | Архивная копия от 27 мая 2018 на Wayback Machine |            |
| Коста-риканский колон      | 5 — 1000 колонов     | 1971   | 150 лет независимости                                 | Архивная копия от 23 мая 2018 на Wayback Machine, Архивная копия от 23 мая 2018 на Wayback Machine, Архивная копия от 27 мая 2018 на Wayback Machine, Архивная копия от 23 мая 2018 на Wayback Machine, Архивная копия от 23 мая 2018 на Wayback Machine, Архивная копия от 23 мая 2018 на Wayback Machine |            |
| Коста-риканский колон      | 5 колонов            | 1975   | 25 лет Центральному банку                             | Архивная копия от 23 мая 2018 на Wayback Machine |            |
| Коста-риканский колон      | 50 колонов           | 1978   | 100 лет банковскому делу в Коста-Рике                 | Архивная копия от 27 мая 2018 на Wayback Machine |            |
| Коста-риканский колон      | 500 — 10 000 колонов | 2000   | 50 лет Центральному банку                             | Архивная копия от 27 мая 2018 на Wayback Machine, Архивная копия от 23 мая 2018 на Wayback Machine, Архивная копия от 23 мая 2018 на Wayback Machine, Архивная копия от 27 мая 2018 на Wayback Machine, Архивная копия от 23 мая 2018 на Wayback Machine                                                   |            |